# Dominans (sexologi)
 For alternative betydninger, se Dominans. (Se også artikler, som begynder med Dominans)
Dominans betegner i seksuel forbindelse et erotisk og seksuelt forhold, hvor den ene part er dominerende og den anden part den underdanig. Det bygger på, at parterne bliver seksuelt ophidsede ved at dyrke deres respektive roller. 
Den person, som dominerer, får altså seksuel nydelse ved at den underkastede overgiver sin personlige magt til ham/hende. Handlinger i denne forbindelse kan være verbale kommandoer, reb (bondage) og/eller ydmygelse. Den dominante får sit kick af at blive adlydt. Den dominantes partner er den underkastede (i seksuel sammenhæng).
At dominere og underkaste sig behøver ikke involvere smerte, men hører til under de seksuelle aktiviteter som under ét kaldes Bondage-Dominans-Sadisme-Masochisme - eller sadomasochisme/BDSM.
En dominerende mand betegnes ofte som Herre eller Master eller lignende, mens det tilsvarende udtryk for en dominerende kvinde er Frue eller Domina. Den underdanige betegnes f.eks. slave eller – hvis der er en kvinde – som slavinde eller tøs. Inden for chatmiljøet er det vigtigt at skrive første bogstav af titlen med stort, hvis en underdanig tiltaler en dominant.
Et dominansforhold kan udtrykkes ved enkelte sessioner når begge parter er i humør til det, som en fast del af det erotiske samvær eller som en altid tilstedeværende spænding. Udtrykket kan i alle disse tilfælde strække sig fra verbal dominans over fastholdelse til bondage og/eller lænker. Udtrykket kan indeholde smertepåvirkning - igen fra fastholdelse og lette klap til pisk, brug af nåle eller brændemærker. Ekstreme udtryk kan være kropslige ændringer som tatoveringer, piercinger eller fjernelse af hår.
Et fåtal af par dyrker det som kaldes et uophørligt, såkaldt 24/7 forhold (24 timer om dagen, 7 dage om ugen), hvor magten er ulige fordelt til den dominantes fordel. Det skal dog bemærkes, at selv blandt de, der dyrker et 24/7-forhold, vil der oftest være tale om et normalt offentligt liv med arbejde og børn. 
Hvis forholdet er heteroseksuelt med en maskulin dominerende, efterligner det de gamle familiestrukturer med faderen som familiens overhoved og bestemmende part i hjemmet. Et sådant forhold bliver af nogen omtalt som Domestic Disciplin, omend det præcise indhold af dette begreb er noget usikkert.